# Matthew Nielsen
Matthew Peter Nielsen, kurz Matt Nielsen, (* 3. Februar 1978 in Penrith, Sydney) ist ein australischer Basketballtrainer und ehemaliger -spieler. Der 2,09 m große Power Forward spielte als Profi in seinem Heimatland sowie in Europa, zudem war er langjähriges Mitglied der australischen Nationalmannschaft, mit der er an den Olympischen Spielen 2004, 2008 und 2012 teilnahm.

## Karriere

### Spieler
Von 1996 bis 2004 war Nielsen in der National Basketball League Spieler der Sydney Kings. In der Saison 1997 wurde er zum Rookie of the Year gewählt. In den Saisons 2003 und 2004 gewann er jeweils die Meisterschaft mit der Mannschaft. Anschließend wechselte er nach Europa. Nach einem Jahr bei PAOK Thessaloniki wurde Nielsen von Lietuvos rytas Vilnius verpflichtet. Mit diesem Verein gewann er zweimal die Baltic Basketball League und erreichte 2007 das Finale im ULEB Cup. Ende 2008 geriet der Verein in finanzielle Schwierigkeiten, woraufhin Nielsen im November des Jahres beim spanischen Verein Valencia Basket Club unterschrieb. 2010 gewann er mit Valencia den Eurocup und wurde als MVP des Final Four ausgezeichnet. Kurz darauf wechselte Nielsen nach Griechenland zu Olympiakos Piräus. Ab 2011 stand Nielsen beim russischen BK Chimki unter Vertrag. Mit diesem Klub gewann er 2011 die VTB United League und 2012 zum zweiten Mal den Eurocup. 2013 beendete Nielsen seine Karriere und kehrte nach Australien zurück.

### Trainer
Er begann seine Trainerlaufbahn 2014 bei der NBA-Mannschaft San Antonio Spurs, arbeitete dort zunächst an der Weiterentwicklung von Spielern mit und war Assistenztrainer in der Sommerliga der NBA. Von 2015 bis 2019 gehörte Nielsen in seinem Heimatland dem Trainerstab der Perth Wildcats an und trug als Assistenztrainer zum Gewinn von drei Meistertiteln bei. In der Saison 2019/20 war er bei den Austin Spurs in der NBA G-League Assistenztrainer, 2020/21 dann Cheftrainer. Im Dezember 2020 wurde Nielsen zusätzlich Assistenztrainer der australischen Nationalmannschaft und trug bei den 2021 ausgetragenen Olympischen Sommerspielen 2020 zum Gewinn der Bronzemedaille bei. Im September 2021 wurde der Australier Assistenztrainer von Gregg Popovich bei den San Antonio Spurs.